# Ingress: The Animation
Ingress: The Animation (イングレス?, Inguresu) è una serie televisiva anime, basata sull'omonimo gioco a realtà aumentata sviluppato da Niantic. La serie, prodotta da Craftar, venne trasmessa per la prima volta in Giappone dal 18 ottobre al 27 dicembre 2018. In Italia e in altri paesi all'infuori del Giappone la serie è disponibile sulla piattaforma online Netflix.

## Trama
La serie narra le vicende di Makoto Midorikawa, un giovane investigatore in grado di leggere la memoria degli oggetti che tocca. Indagando su un'esplosione avvenuta in un laboratorio che compie ricerche su una misteriosa sostanza, chiamata "Exotic Matter", (abbreviata in "XM"), egli tocca l'anello dell'unica superstite. Le visioni che avrà toccandolo lo renderanno consapevole di una grande minaccia che incombe sulla Terra.

## Personaggi
- Makoto Midorikawa, un investigatore dotato del potere della Psicometria, che lo rende capace di leggere la memoria degli oggetti con cui viene in contatto. Questa capacità ha segnato la sua vita fin dalla tenera età.
- Sarah Coppola, l'unica superstite dell'esplosione di un laboratorio di ricerca sull'XM. Ha perso la memoria in seguito all'evento.
- Jack Norman, un mercenario incaricato di seguire Sarah. La sua abilità, il Flash Forward gli permette di vedere di pochi istanti nel futuro, sufficienti a renderlo in grado di schivare praticamente qualsiasi proiettile.
- Christopher Brandt, un misterioso scienziato che assume Jack come sua guardia del corpo.
- Liu Thien Hua Capo della sicurezza presso il laboratorio dove è avvenuta l'esplosione, particolarmente interessato a Makoto e a Sarah. È in grado di leggere la mente, e ha collaborato con Brandt in passato.
- Zion Kunikida, amico di Makoto, specializzato nella falsificazione di documenti.
- Hank Johnson, archeologo che compie ricerche sui "Portali", punti d'accesso dell'XM a questo mondo.
- ADA (A Detection Algorithm), una intelligenza artificiale progettata dai Laboratori Niantic per facilitare la ricerca sull'XM, quando essa entra in contatto con quest'ultima diventa cosciente.

## Produzione
La serie è stata prodotta da Craftar sotto la direzione di Yūhei Sakuragi, con i copioni stesi da Soki Tsukishima e Tora Tsukishima. Apparì per la prima volta su Fuji TV il 18 ottobre 2018. Le sigle di apertura e chiusura sono state prodotte da Alt-j e sono rispettivamente Tessellate e In Cold Blood.